# 朱幼垬
稷山庄靖王朱幼垬（1431年—1462年11月27日），明朝稷山悼靖王朱佶焆嫡长子，王妃楊氏所生。瀋简王朱模孙，明太祖曾孙。明朝第二代稷山王。

## 生平
正統七年（1442年），朱佶焆去世。正統十年（1445年）四月，朱幼垬得賜名。正統十二年（1447年）八月，明英宗遣駙馬都尉井源等為正使、吏部員外郎紀振等為副使，持節封朱幼垬襲稷山王，北城兵馬副指揮徐忠的女兒為王妃。正統十三年（1448年）正月，遣永康侯徐安等為正使，尚寶司丞凌壽等為副使，持節冊封徐氏為稷山王妃，賜冠服等物。
五月，剛襲封的朱幼垬和堂兄平遥王朱幼𡑆各自上奏請求全支本色祿米一千石，事下戶部覆奏，舊制襲封郡王歲祿一千石，米鈔各半。英宗命按制度辦理。
天順元年（1457年）七月，賜朱幼垬及其堂兄黎城王朱幼等郡王菜戶、煤戶各二。
八月，朱幼垬奏妹鄯陽縣主死後停喪在家，無以為葬，請求賜葬費，英宗命賜布絹五十匹、米五十石。
天順六年（1462年）十一月，朱幼垬去世。英宗闻讯，赐谥莊靖，遣官員致祭，命有司營葬。

## 身后
天順七年（1463年）八月，朝廷因朱幼垬的儿子年幼还没有袭封，赐食米每年三百石。
成化五年（1469年）十一月，朱幼垬的庶长子朱詮鋈受册袭封为稷山王。

## 评价
- 《弇山堂别集》卷073：履正志和，寬樂令終。